# Наука и технический прогресс
«Наука и технический прогресс» — научно-популярная книжная серия широкой тематики издательства «Наука» (Москва). Некоторые книги серии выходили в отделениях издательства в Ленинграде (Ленинградское отделение) и Новосибирске (Сибирское отделение).
Входила в «Серию научно-популярных изданий АН СССР». К началу 1990-х годов вышло более ста выпусков.
Формат: 84x108/32 (~130х205 мм); обложка бумажная.

## Список книг
| Автор                                                                 | Название                                                                                               | Год издания |
| --------------------------------------------------------------------- | --- | ----------- |
| Авен О. И.                                                            | Что же такое АСУ? Автоматизация административного управления                                           | 1982, 1985  |
| Адасинский С. А.                                                      | Городской транспорт будущего                                                                           | 1979        |
| Адельсон-Вельский Г. М., Арлазаров В. Л., Битман А. Р., Донской М. В. | Машина играет в шахматы                                                                                | 1984        |
| Аксенов И. Я.                                                         | Транспорт: история, современность, перспективы, проблемы                                               | 1986        |
| Альтшуллер Г. С.                                                      | Найти идею. Введение в теорию решения изобретательских задач                                           | 1986        |
| Альтшуллер Г. С.                                                      | Найти идею. Введение в теорию решения изобретательских задач                                           | 1991        |
| Амелин А. Г., Яшке Е. В., Калганов В. А.                              | Туманы служат человеку                                                                                 | 1985        |
| Арикайнен А. И.                                                       | Транспортная артерия Советской Арктики                                                                 | 1985        |
| Ахметов С. Ф.                                                         | Грани граната                                                                                          | 1990        |
| Ахметов С. Ф.                                                         | Искусственные кристаллы граната                                                                        | 1982        |
| Барашков Н. Н.                                                        | Полимерные композиты. получение, свойства, применение                                                  | 1985        |
| Баум Б. А.                                                            | Металлические жидкости - проблемы и гипотезы                                                           | 1980        |
| Белый Ю. А.                                                           | Считающая микроэлектроника                                                                             | 1983        |
| Бельсон Я. М.                                                         | Интерпол в борьбе с уголовной преступностью                                                            | 1989        |
| Берковский Б. М., Кузьминов В. А.                                     | Возобновляемые источники энергии на службе человека                                                    | 1987        |
| Бешелев С. Д., Гурвич Ф. Г.                                           | Невосполнимый ресурс: О факторе времени в науке и технике                                              | 1986        |
| Бешелев С. Д., Гурвич Ф. Г.                                           | Нововведения и мы                                                                                      | 1990        |
| Бинкин Б. А., Черняк В. И.                                            | Эффективность управления: наука и практика                                                             | 1983        |
| Блюменау Д. И.                                                        | Информация и информационный сервис                                                                     | 1990        |
| Богатов Г. Б.                                                         | Цветное телевидение                                                                                    | 1978        |
| Большой А. А., Мещеряков И. В., Сильверстов С. Д., Цепелев А. В.      | Космос — Земле                                                                                         | 1981        |
| Бочков А. Ф., Смит В. А.                                              | Органический синтез: Цели, методы, тактика, стратегия                                                  | 1987        |
| Бочков А. Ф., Афанасьев В. А., Заиков Г. Е.                           | Углеводы                                                                                               | 1980        |
| Брук М. С.                                                            | Подвалы биосферы                                                                                       | 1987        |
| Вегер Л. Л.                                                           | Экономика научных исследований                                                                         | 1981        |
| Вершинский Н. В.                                                      | Энергия океана                                                                                         | 1986        |
| Виленкин Н. Я.                                                        | В поисках бесконечности                                                                                | 1983        |
| Владимиров Ю. С.                                                      | Пространство - время: явные и скрытые размерности                                                      | 1989        |
| Владимиров Ю. С., Мицкевич Н. В., Хорски Я.                           | Пространство, время, гравитация                                                                        | 1985        |
| Войтов В. И.                                                          | Океанские дороги человечества                                                                          | 1994        |
| Волькенштейн М. В.                                                    | Физика и биология                                                                                      | 1980        |
| Гегузин Я. Е.                                                         | Почему и как исчезает пустота                                                                          | 1983        |
| Гейман Л. М.                                                          | Взрыв: история, практика, перспективы                                                                  | 1978        |
| Гик Л. Д.                                                             | Акустическая голография                                                                                | 1982        |
| Гильдерман Ю. И.                                                      | Закон и случай                                                                                         | 1992        |
| Гончаревич И. Ф.                                                      | Вибрация - нестандартный путь: Вибрация в природе и технике                                            | 1986        |
| Грилихес В. А.                                                        | Солнечные космические энергостанции                                                                    | 1987        |
| Губкин А. Н.                                                          | Электреты: электретный эффект в твёрдых диэлектриках                                                   | 1979        |
| Гулиа Н. В.                                                           | Инерция                                                                                                | 1982        |
| Гулиа Н. В.                                                           | Накопители энергии                                                                                     | 1980        |
| Гуревич Ю. Я.                                                         | Твёрдые электролиты                                                                                    | 1986        |
| Давидов П. Д., Марченко А. Л.                                         | Бейсик для начинающих                                                                                  | 1994        |
| Давыдов Г. Б.                                                         | Информация и сети связи                                                                                | 1984        |
| Давыдова Л. Г., Буряк А. А.                                           | Энергетика: пути развития и перспективы                                                                | 1981        |
| Ефимов А. Н.                                                          | Информационный взрыв: проблемы реальные и мнимые                                                       | 1985        |
| Жданов В. П.                                                          | Скорость химической реакции                                                                            | 1986        |
| Жевандров Н. Д.                                                       | Применение поляризованного света                                                                       | 1978        |
| Желудев И. С.                                                         | Физика кристаллов и симметрия                                                                          | 1987        |
| Желудев И. С.                                                         | Электрические кристаллы                                                                                | 1979        |
| Зимон А. Д.                                                           | Мир частиц: Коллоидная химия для всех                                                                  | 1988        |
| Зимон А. Д.                                                           | Что такое адгезия                                                                                      | 1983        |
| Зубков Л. Б.                                                          | Космический металл: Всё о титане                                                                       | 1987        |
| Зубков Л. Б.                                                          | Металл златоцветного камня                                                                             | 1989        |
| Истошин С. Ю.                                                         | Морской горный промысел                                                                                | 1981        |
| Ицкович Э. Л.                                                         | ЭВМ в системе управления предприятием                                                                  | 1981        |
| Коган В. З.                                                           | Маршрут в страну информологию                                                                          | 1986        |
| Копылов В. В.                                                         | Штурм теплового барьера                                                                                | 1978, 1983  |
| Крупенио Н. Н.                                                        | Радиофизические исследования планет                                                                    | 1978        |
| Кузнецов Б. Г.                                                        | Этюды о меганауке                                                                                      | 1983        |
| Куликов К. А.                                                         | Астрономия и народное хозяйство                                                                        | 1982        |
| Ларичев О. И.                                                         | Наука и искусство принятия решений                                                                     | 1979        |
| Лебедев В. И.                                                         | Профессия века: Психологические аспекты труда операторов                                               | 1978        |
| Леонтьев Н. Ф.                                                        | Тематическая картография                                                                               | 1981        |
| Либерман Е. А.                                                        | Живая клетка                                                                                           | 1983        |
| Лук А. Н.                                                             | Психология творчества                                                                                  | 1978        |
| Мамиконов А. Г.                                                       | Принятие решений и информация                                                                          | 1983        |
| Мелуа А. И.                                                           | Старт космической технологии                                                                           | 1990        |
| Мельников Л. Н.                                                       | Программы, алгоритмы, конструкции                                                                      | 1981        |
| Неймарк А. М.                                                         | Роботы на службе человека                                                                              | 1982        |
| Нефёдов Е. И.                                                         | Радиоэлектроника наших дней                                                                            | 1986        |
| Опаловский А. А.                                                      | Планета Земля глазами химика                                                                           | 1990        |
| Перельман А. И.                                                       | Изучая геохимию…: (О методологии науки)                                                                | 1987        |
| Петросьянц А. М.                                                      | Ядерная энергетика                                                                                     | 1982        |
| Петросян Л. А., Томский Г. В.                                         | Через игры — к творчеству. Интеллектуальные игры преследования                                         | 1991        |
| Петрянов-Соколов И. В., Сутугин А. Г.                                 | Аэрозоли                                                                                               | 1990        |
| Полетавкин П.Г.                                                       | Космическая энергетика                                                                                 | 1981        |
| Попов Е. П., Ющенко А. С.                                             | Роботы и человек                                                                                       | 1984        |
| Потёмкин В. К., Симанов А. Л.                                         | Пространство в структуре мира                                                                          | 1990        |
| Прудковский Б. А.                                                     | Зачем металлургу математические модели?                                                                | 1989        |
| Резанов И. А.                                                         | Сверхглубокое бурение                                                                                  | 1982        |
| Ризкин И. Х.                                                          | Машинный анализ и проектирование технических систем                                                    | 1986        |
| Розенталь И. Л.                                                       | Механика как геометрия                                                                                 | 1990        |
| Садовский В. Д., Маханек Г. В.                                        | Сталь                                                                                                  | 1990        |
| Самойленко С. И.                                                      | Сети ЭВМ                                                                                               | 1986        |
| Силин А. А.                                                           | Трение и его роль в развитии техники                                                                   | 1983        |
| Слуцкин А. А.                                                         | Микрофильмирование                                                                                     | 1990        |
| Смирнов Г. Д.                                                         | Управление космическими аппаратами                                                                     | 1979        |
| Соболев Е. В.                                                         | Твёрже алмаза (очерки)                                                                                 | 1984, 1989  |
| Спиваковский А. О.                                                    | Транспорт в горном деле                                                                                | 1986        |
| Суворов А. Л.                                                         | Дефекты в металлах                                                                                     | 1985        |
| Суворов А. Л.                                                         | Микроскопия в науке и технике                                                                          | 1981        |
| Суханов А. П.                                                         | Информация и прогресс                                                                                  | 1988        |
| Сущинский М. М.                                                       | Вынужденное рассеяние света                                                                            | 1985        |
| Сыркин В. Г.                                                          | Материалы будущего: О нитевидных кристаллах металлов                                                   | 1990        |
| Сыркин В. Г., Бабин В. Н.                                             | Газ выращивает металлы                                                                                 | 1987        |
| Тимофеев Ю. П., Фридман С. А., Фок М. В.                              | Преобразование света                                                                                   | 1985        |
| Трапезников В. А.                                                     | Управление и научно-технический прогресс                                                               | 1983        |
| Трахтенгерц Э. А.                                                     | Как работают операционные системы                                                                      | 1979        |
| Углов А. А., Селищев С. В.                                            | Автоколебательные процессы при воздействии концентрированных потоков энергии                           | 1987        |
| Уголев А. М.                                                          | Естественные технологии биологических систем                                                           | 1987        |
| Уголев А. М.                                                          | Теория адекватного питания и трофология                                                                | 1992        |
| Финкельштейн Д. Н.                                                    | Инертные газы                                                                                          | 1979        |
| Фрадков А. Б.                                                         | Что такое криогеника                                                                                   | 1991        |
| Фролов К. В.                                                          | Вибрация - друг или враг?                                                                              | 1984        |
| Фролова Г. В.                                                         | Педагогические возможности ЭВМ: Опыт. Проблемы. Перспективы                                            | 1988        |
| Цетлин В. М.                                                          | Аэрозоли в быту                                                                                        | 1979        |
| Чибисов К. В., Шеберстов В. И., Слуцкин А. А.                         | Фотография в прошлом, настоящем и будущем                                                              | 1989        |
| Шульпин Г. Б.                                                         | Мир необычных молекул: Металлоорганические комплексы                                                   | 1986        |
| Эмануэль Н. М., Заиков Г. Е.                                          | Химия и пища                                                                                           | 1987        |
| Янтовский Е. И.                                                       | Потоки энергии и эксергии                                                                              | 1988        |
|                                                                       | Жаропрочные и жаростойкие металлические материалы                                                      | 1987        |
|                                                                       | Кибернетика: Неограниченные возможности и возможные ограничения: Итоги развития. Сборник статей        | 1979        |
|                                                                       | Кибернетика: Неограниченные возможности и возможные ограничения: Современное состояние. Сборник статей | 1980        |
|                                                                       | Кибернетика: Неограниченные возможности и возможные ограничения. Перспективы развития. Сборник статей  | 1981        |
|                                                                       | Семь путешествий в микромир                                                                            | 1986        |
|                                                                       | Современная теория элементарных частиц                                                                 | 1985        |

- Современная теория элементарных частиц : Сборник статей / Отв. ред. и авт. предисл. И. Ю. Кобзарев. — М.: Наука, 1984. — 144 с. — 9300 экз. (В книгу вошли статьи, опубликованные в журнале «Природа» в 1979—1983 гг.)
- Семь путешествий в микромир : Сборник статей / Сост. И. Н. Арутюнян; Отв. ред. И. Ю. Кобзарев. — М.: Наука, 1986. — 160 с. — … экз. (В книгу вошли статьи, опубликованные в журнале «Природа» в 1983—1985 гг.)
- Соболев Е. В. Твёрже алмаза: Очерки / Отв. ред. С. В. Борисов. — 2-е изд., перераб. и доп. — Новосибирск: Наука. Сиб. отд-ние, 1989. — 192 с. — 31 000 экз. — ISBN 5-02-028710-5. (1-е издание — 1984)